# Иванов, Евгений Михайлович
Евгений Михайлович Ивано́в (14 марта 1926, Псков — 17 января 1994, Москва) — советский дипломат и разведчик Главного разведывательного управления, капитан I ранга.
Один из ключевых фигурантов Дела Профьюмо.

## Биография
Родился в 1926 году в Пскове. Приходился праправнуком М. И. Кутузову.
В 1943 году после окончания средней школы поступил в Тихоокеанское высшее военно-морское училище, окончил его с отличием в 1947 году.
В 1949 году поступил в Академию Советской Армии, которую окончил в 1953 году с отличием.
В 1953—1959 годах — заместитель военно-морского атташе советского посольства в Норвегии.
В 1960—1963 годах — помощник военно-морского атташе советского посольства в Великобритании. О тайной принадлежности Иванова к ГРУ летом 1961 года британскую разведку МИ-6 информировал Олег Пеньковский. Но видимых последствий для Иванова раскрытие информации не имело, поскольку британцы планировали его вербовку. Позже Иванов стал одним из ключевых фигурантов Дела Профьюмо, имевшего отдалённой целью компрометацию и отставку кабинета премьер-министра Гарольда Макмиллана, что и произошло в октябре 1963 года. За 9 месяцев до этого, после разразившегося скандала по делу Профьюмо, 22 января 1963 года Иванов был срочно отозван из Лондона на родину, где успешно продолжил службу в ГРУ.
В 1963 году поступил в Академию Генерального штаба, окончил её с отличием в 1967 году.
В 1963—1981 годах — начальник управления анализа ГРУ.
С 1981 года в отставке. Написал мемуары, изданные через 15 лет после его смерти Г. Е. Соколовым под названием «Голый шпион».
Евгений был женат на Майе Горкиной, дочери председателя Верховного суда СССР Александра Горкина. В ходе публичного скандала в Лондоне по Делу Профьюмо выяснилось, что Иванов (возможно, в оперативных целях получения секретов военного министра Профьюмо) поддерживал интимные отношения с любовницей министра, 19-летней танцовщицей и моделью Кристин Килер. В Лондоне Иванов и его супруга вели «подчёркнуто буржуазный образ жизни», и британские спецслужбы расценивали их как потенциальных перебежчиков, — поэтому со стороны властей претензий к нему не было. После возвращения в СССР Майя подала на развод, и брак распался.
С тех пор Евгений Михайлович больше не женился.
Спустя 30 лет после событий в Лондоне, вскоре после распада СССР, летом 1993 года британская газета Daily Express устроила в Москве ностальгическую встречу Евгения Иванова и Кристин Килер. «В свои 67 лет Евгений по-прежнему любил водку. Но он потолстел, поседел и уже не был тем большим могучим медведем, который лежал в моей постели», — вспоминала о своей поездке в Москву Килер. Старые знакомые погуляли по Красной площади, но к себе домой страдавший от одиночества Иванов Кристин не пригласил, сославшись на бедность. «Мир, ради которого он шпионил, канул в Лету, как и сам этот красивый советский агент в форме военно-морского офицера».
Менее, чем через год, в январе 1994-го, Евгений Иванов умер.

## Награды
Награждён 15 медалями.